# Poszukiwacze zaginionej Arki

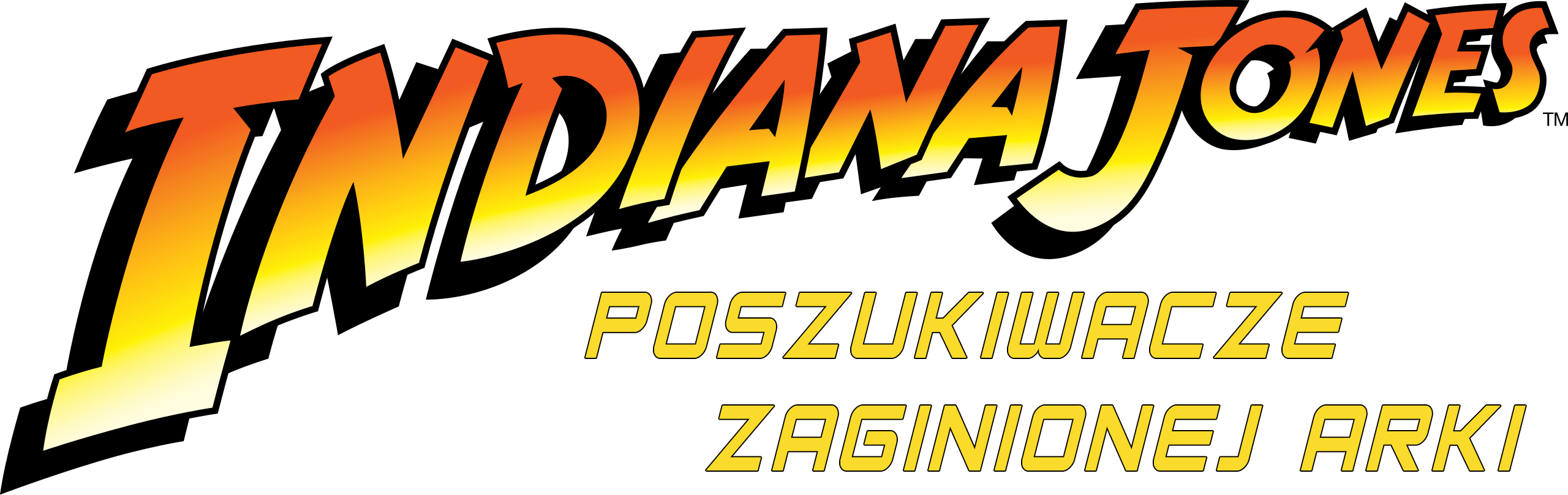
Polskie logo filmu stosowane w wydaniach rynku kina domowego i w mediach strumieniowych.

Poszukiwacze zaginionej Arki (ang. Raiders of the Lost Ark) – amerykański film przygodowy z 1981 r. w reżyserii Stevena Spielberga, wyprodukowany przez George’a Lucasa.
Sztandarowe dzieło Kina Nowej Przygody i najbardziej dochodowy film 1981 roku. Łącznie zarobił 384 miliony dolarów wobec 20 mln kosztów produkcji. Przy uwzględnieniu inflacji jest to obecnie 21. najbardziej dochodowy film w historii kina. Jeden z najpopularniejszych filmów zagranicznych okresu PRL; w kinach obejrzało go blisko 9 mln widzów. W postać Indiany Jonesa, archeologa i poszukiwacza przygód, wcielił się Harrison Ford, który, walcząc z nazistami, próbuje odnaleźć Arkę Przymierza. Film doczekał się czterech kontynuacji: 
1. Indiana Jones i Świątynia Zagłady (1984),
2. Indiana Jones i ostatnia krucjata (1989),
3. Indiana Jones i Królestwo Kryształowej Czaszki (2008)
4. Indiana Jones i artefakt przeznaczenia (2023), oraz serialu telewizyjnego Kroniki młodego Indiany Jonesa oraz serii filmów Przygody młodego Indiany Jonesa.

Film kręcono od czerwca do września 1980 roku w La Rochelle, Tunezji, na Hawajach i w Kalifornii. W roku 1999 Biblioteka Kongresu USA uznała film za znaczący kulturowo. Oznacza to jego szczególną ochronę jako dziedzictwa kulturowego i przechowywanie w amerykańskim Narodowym Rejestrze Filmowym.

## Fabuła

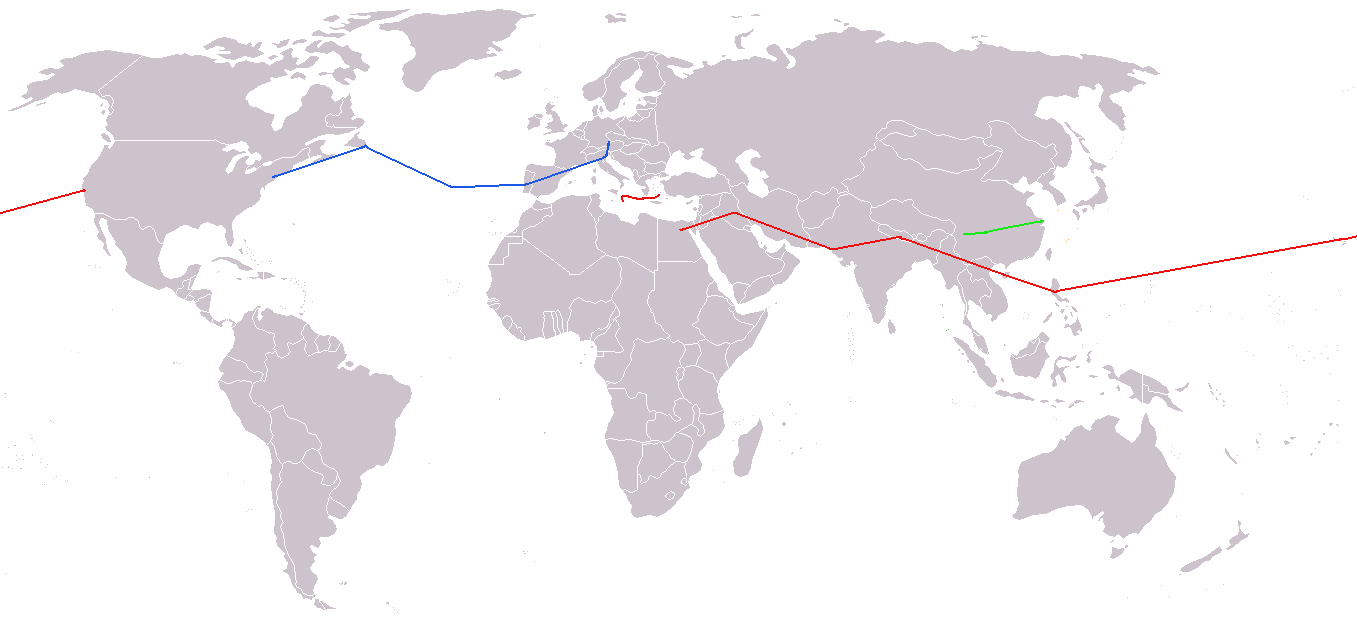
Mapa podróży Indiany Jonesa. Kolorem czerwonym zaznaczono podróże odbyte w Poszukiwaczach zaginionej arki

Akcja filmu osadzona jest w 1936 roku i rozpoczyna się w Peru. Archeolog znany jako Indiana Jones wraz z dwoma przewodnikami – Satipo i Barrancą – wędruje po amazońskiej dżungli w poszukiwaniu starożytnego grobowca i złotego bożka. Zmęczony Barranca próbuje zabić archeologa, ale nie udaje mu się to, po czym ucieka. Wkrótce Indy, któremu towarzyszy już tylko Satipo odkrywa grobowiec, gdzie znajduje złotego bożka. Satipo jednak zdradza archeologa i próbuje uciec z bożkiem, lecz ginie wpadając w pułapkę. Indiana zmierzając wraz z bożkiem do wyjścia ucieka przed wielką kamienną kulą (scena ta jest jedną z najbardziej charakterystycznych scen filmowych). Na zewnątrz grobowca czeka na niego jego rywal – pracujący dla nazistów Rene Belloq z grupą Indian. Jones ponownie traci skarb, ale udaje mu się uciec do pozostawionego na rzece samolotu swojego przyjaciela.
Jakiś czas później Jones i jego przyjaciel – angielski muzealnik Marcus Brody dowiadują się, że w Egipcie odnaleziono miejsce, w którym ponoć spoczywa biblijna Arka Przymierza. Szukają jej także naziści, którzy dzięki jej nadnaturalnym właściwościom chcą zdobyć władzę nad światem. Archeolog otrzymuje misję uprzedzenia nazistów.
Jones rusza do Nepalu, by odnaleźć swoją dawną przyjaciółkę Marion Ravenwood, która odziedziczyła po zmarłym ojcu – byłym mentorze Indiany – medalion niezbędny do określenia dokładnego miejsca spoczynku Arki. Ta jednak nie zamierza mu pomagać, gdyż wiele lat wcześniej złamał jej serce. Nieoczekiwanie pojawia się oddział nazistów pod przywództwem agenta Gestapo – Arnolda Ernst Tohta, który próbuje ukraść medalion. Dochodzi do konfrontacji Jonesa i Marion z nazistami w wyniku czego dom Marion staje w płomieniach. Podczas pożaru Toht dotyka rozgrzanego medalionu i parzy się, powodując tym samym odbicie kształtu i znaków medalionu na swojej dłoni. Indiana ratuje Marion, a ta po utracie majątku, postanawia mu towarzyszyć i wspólnie z nim odnaleźć Arkę.
Po uzyskaniu porozumienia Jones i Marion wyruszają do Kairu w Egipcie, gdzie spoczywa Arka. Indiana spotyka tam swego starego przyjaciela – Sallaha, który zgodził się mu pomóc w poszukiwaniu Arki. Naziści zatrudniają miejscowego bandytę – człowieka z małpką, aby śledził Jonesa i Marion. Wkrótce wspomniana dwójka zostaje zaatakowana przez arabskich rozbójników pracujących dla hitlerowców. Jones każe Marion uciekać samemu stając do walki z kilkoma napastnikami. Ścigana Marion chowa się w jednym ze straganowych koszy, który niestety trafia w ręce nieprzyjaciół. Przed głównym bohaterem pojawia się Arab z bułatem, do którego zmęczony Indy strzela od niechcenia. Po pokonaniu rozbójników Jones udaje się w pogoń za porywaczami swojej towarzyszki. Podczas dalszych poszukiwań jest świadkiem eksplozji ciężarówki w której miała znajdować się Marion.
Naziści wraz z Belloqiem rozpoczynają wykopaliska archeologiczne w celu odnalezienia Arki, jednak jak doszli do wniosku Jones i Sallah – szukają jej w niewłaściwym miejscu. Indiana i Sallah docierają do Studni Dusz gdzie Jonesowi udaje się prawidłowo zlokalizować dokładne miejsce ukrycia Arki Przymierza. Chwilę później, po wyjściu ze Studni Dusz Jones w jednym z niemieckich namiotów, ku swojej uciesze odnajduje związaną Marion, która – jak się okazuje – nie zginęła w wybuchu. Indiana postawia jednak jej nie uwalniać, aby naziści nie zdali sobie sprawy z tego, iż ich rywale również znajdują się na terenie wykopalisk w celu odnalezienia Arki.
Jonesowi udaje się odnaleźć komnatę z Arką Przymierza. Wspólnie z Sallahem wynosi ją na zewnątrz, jednak przy wyjściu napotyka nazistów, którym przewodzi Rene Belloq, a wraz z nimi – Herman Dietrich, Toht i uprowadzona Marion. Oddział Belloqa przejmuje Arkę, a także zamyka Marion i Jonesa w komnacie wypełnionej jadowitymi wężami. Uwięzionym udaje się jednak odnaleźć wyjście i wydostać się na zewnątrz.
Indiana i Marion atakują obóz nazistów, próbując odbić Arkę. Wspólnie usiłują przejąć znajdujący się tam samolot, którym hitlerowcy zamierzają przetransportować Arkę do Berlina. W ucieczce przeszkadza im jednak olbrzymi nazista, który wyzywa Jonesa do walki. Marion udaje się zasiąść za sterami samolotu po czym najeżdża śmigłem samolotu na twarz walczącego z Indym nazisty, zabijając go. Jones zaczyna ścigać nazistów, którzy po eksplozji samolotu planują wywieźć Arkę ciężarówką. Chwilę później ma miejsce efektowny pościg samochodów, w którym Indianie udaje się przechwycić ciężarówkę z Arką i uciec.
Sallah załatwia Indianie i Marion statek powrotny do Europy, lecz w czasie rejsu naziści za pomocą U-boota doganiają statek  pod dowództwem Rene'a Belloqa i Tohta, którzy porywają Marion i kradną Arkę. Kapitan statku, chcąc ratować Jonesa mówi, że go zabił. Naziści odpływają na małą wyspę niedaleko Krety. Jones przedtem jednak w brawurowy sposób dostaje się na ich okręt.
Indy ogłusza niemieckiego żołnierza i przebiera się w jego mundur. Po dotarciu na miejsce naziści wraz z Arką podążają przez kanion na wyspie. W trakcie przeprawy Jones ujawnia się hitlerowcom i grozi, że zniszczy Arkę pancerfaustem jeśli nie wypuszczą Marion. Belloq jednak uświadamia go, iż tak naprawdę nie chce niszczyć historycznych reliktów takich jak Arka, na których szukanie poświęcił całe życie, w wyniku czego Jones się poddaje. Nocą docierają do miejsca, w którym planowali rytualnie otworzyć Arkę – do dziwnie ukształtowanego wąwozu ze swego rodzaju skalną półką. Hitlerowcy związują Jonesa i Marion, po czym na postumencie ustawiają Arkę. Stają na nim także Belloq, Toht i Dietrich, natomiast armia pozostaje w wąwozie. Po odmówieniu przez Belloqa modlitwy naziści otwierają Arkę. Początkowo w Arce jest tylko piasek, a ze środka wydobywają się dziwne szepty. Indiana słysząc je mówi do Marion żeby zamknęła oczy i nie otwierała ich bez względu na to, co się będzie działo. Nagle z Arki wydobywają się początkowo przypominające piękne anioły zjawy, które po chwili zmieniają się w demony. Z Arki wydobywają się oślepiające płomienie, które przeszywają nazistowską armię. Po chwili Dietrich i Toht za sprawą Mocy Arki rozpuszczają się, a Belloq pęka. Po tym zdarzeniu Arka promieniem światła wystrzeliwuje pokrywę w powietrze do nieba, by po chwili wrócić z powrotem na ziemię zamykając Arkę. Gdy hałas cichnie Marion z Indianą otwierają oczy i uświadamiają sobie, że Moc Arki spaliła wszystkich obecnych w wąwozie oprócz ich dwojga (a także sznur, którym byli związani), po czym obejmują się.
W Waszyngtonie Jones przekazuje skarb władzom, które zapewniają go, iż mistyczna moc Arki zostanie zbadana przez „najlepszych specjalistów”.
W końcowej scenie rząd amerykański umieszcza Arkę w skrzyni, a skrzynię w gigantycznym magazynie.

## Obsada

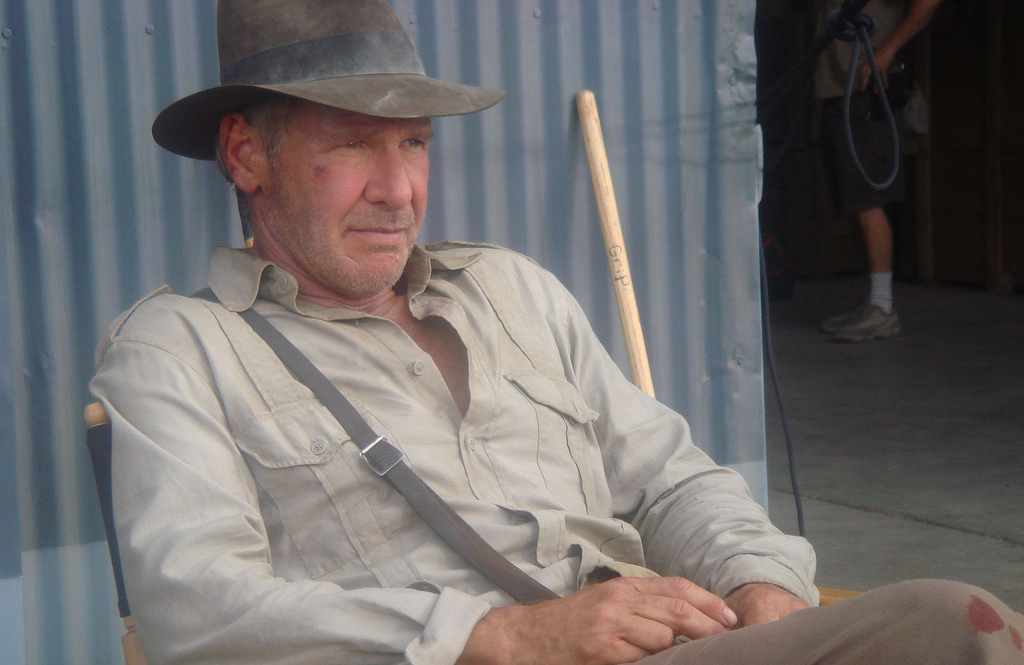
Harrison Ford jako Indiana Jones

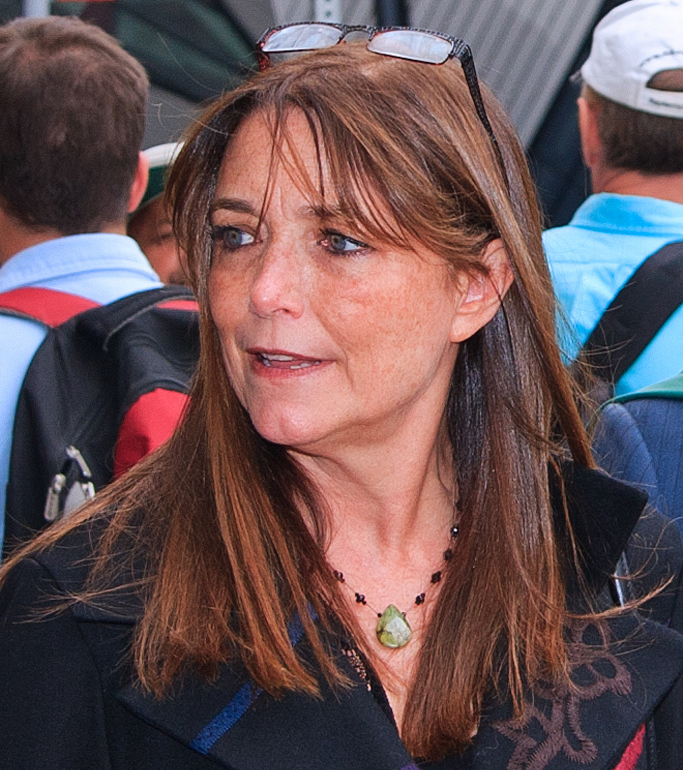
Karen Allen

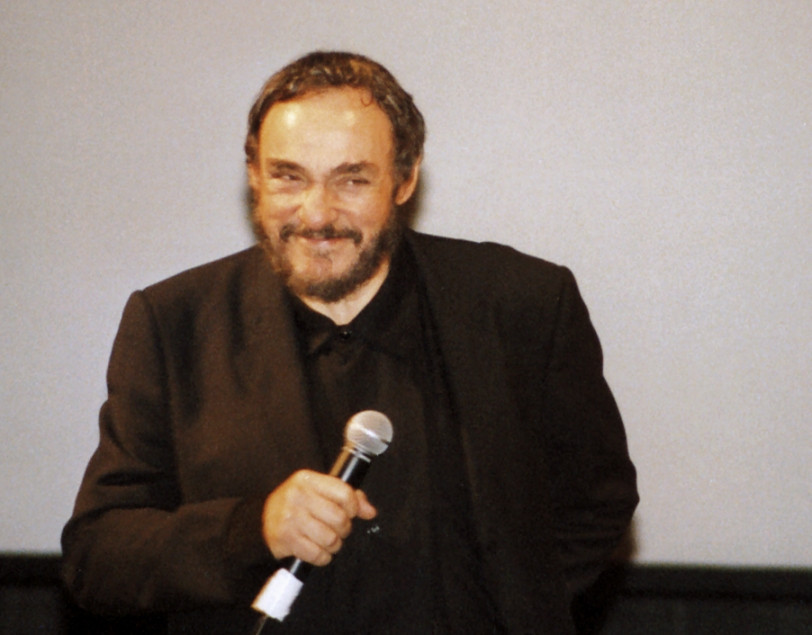
John Rhys-Davies

- Harrison Ford gra Indianę Jonesa, profesora archeologii, który często opuszcza uniwersytet w poszukiwaniu rzadkich artefaktów. Twierdzi, że nie wierzy w zjawiska paranormalne. Na zaangażowanie Forda naciskał Steven Spielberg, ale przeciwny temu był George Lucas, który nie chciał, aby Ford został jego Bobby De Niro[12], czyli „kolesiem, który gra we wszystkich jego filmach”[13]. Zorganizowano casting, a do roli rozważano angaż m.in. Petera Coyote, Johna Shea, Tima Mathesona czy Toma Sellecka. Ten ostatni otrzymał rolę, ale na występ nie pozwoliły mu zobowiązania wobec producentów serialu Magnum. Na trzy tygodnie przed rozpoczęciem zdjęć Spielberg przekonał producentów filmu, Kathleen Kennedy i Franka Marshalla, a w dalszej kolejności Lucasa, w efekcie czego rolę otrzymał Harrison Ford[14].
- Karen Allen wystąpiła jako Marion Ravenwood, pełna animuszu i twarda właścicielka baru w Nepalu, która niegdyś była związana uczuciowo z głównym bohaterem. Jest córką Abnera Ravenwooda, mentora Indiany. Allen otrzymała rolę w drodze castingu. Spielberg był nią zainteresowany, ponieważ zauważył ją w Menażerii z 1978 roku. Do roli kandydowała także Sean Young, a wcześniej odrzuciła ją Debra Winger[15]
- Paul Freeman wcielił się w Rene Belloqa, który jest podobny do Indiany Jonesa, także zajmuje się poszukiwaniem Arki, ale pracuje dla nazistów. Zamierzał wykorzystać moc Arki dla własnych potrzeb, zanim odda ją w ręce Hitlera, ale zostaje zabity przez moce uwolnione podczas otwarcia Arki; jego głowa ulega eksplozji.
- Ronald Lacey wystąpił jako Arnold Ernst Toht, śledczy Gestapo w stopniu majora, który próbuje torturować Marion, by uzyskać od niej informacje niezbędne do odtworzenia Laski Ra. Umiera, podobnie jak Belloq, z ręki mocy wyzwolonych przez Arkę; jego twarz się topi. Lacey otrzymał angaż, ponieważ przypominał Spielbergowi Petera Lorre[13]. Propozycję zagrania tej roli otrzymał także Klaus Kinski, ale odrzucił ją, gdyż nie spodobał mu się scenariusz[16].
- John Rhys-Davies gra Sallaha, „najlepszego kopacza w Kairze”, który został zatrudniony przez nazistów przy wykopaliskach w Tanis. Boi się mocy arki i jako stary przyjaciel Indiany, pomaga mu. Początkowo rolę tę miał zagrać Danny DeVito, ale odpadł z powodu zobowiązań względem innej produkcji. Rhys-Davies otrzymał angaż po tym, jak Spielberg zauważył go w Shogunie[13].
- Denholm Elliott wystąpił jako dr Marcus Brody, kurator muzeum, który kupuje od Indiany większość artefaktów, które uda mu się pozyskać. Marcus Brody jest łącznikiem pomiędzy rządem a Indianą Jonesem, gdyż to do niego zwraca się wywiad amerykański w związku ze sprawą arki. Spielberg zatrudnił Elliota, ponieważ uważa się za wielkiego fana tego aktora[13].
- Alfred Molina w swoim debiucie filmowym zagrał Satipo, jednego z przewodników Indiany podczas jego podróży do Ameryki Południowej w poszukiwaniu statuetki bożka. Postanawia jednak przechytrzyć Jonesa, kradnąc statuetkę, ale zostaje zabity przez jedną z pułapek ukrytych w tunelu prowadzącym do wyjścia ze świątyni.

Jeden z producentów filmu, Frank Marshall zagrał pilota w jednej z pierwszych scen filmu, gdy okazało się, że rozchorował się kaskader odpowiedzialny za tę scenę. Pat Roach wcielił się w rolę mechanika, z którym walczy Indiana, a także jednego z pomocników Tohta podczas sceny w barze, co dało mu niepowtarzalną możliwość bycia zabitym dwukrotnie w jednym filmie.

## Produkcja

### Przygotowania
W 1973 George Lucas napisał Przygody Indiany Smitha (ang. The Adventures of Indiana Smith). Podobnie jak w przypadku Gwiezdnych wojen, których Lucas był autorem, była to okazja do stworzenia współczesnej wersji popularnych seriali przygodowych z lat 30. i 40. Lucas przedyskutował szkielet scenariusza z Philipem Kaufmanem, który wpadł na pomysł, aby osią fabuły stała się Arka Przymierza, o której Kaufman dowiedział się od swojego dentysty, gdy był jeszcze dzieckiem. Projekt utknął jednak w martwym punkcie, gdy Kaufman dostał angaż przy filmie Wyjęty spod prawa Josey Wales Clinta Eastwooda. Lucas w końcu odłożył projekt na później i zajął się Gwiezdnymi wojnami. Po ich sukcesie udał się na wakacje na Maui, gdzie przebywał także Steven Spielberg. Było to niedługo po sukcesie Bliskich spotkań trzeciego stopnia, a Spielberg wyraził chęć reżyserii filmu z serii o Jamesie Bondzie. Lucas przekonał Spielberga, że wymyślił postać „lepszą od Jamesa Bonda” i wyjaśnił mu koncepcję Poszukiwaczy zaginionej Arki. Spielbergowi bardzo spodobała się fabuła, ale uznał, że nazwisko Smith nie jest odpowiednie dla tego typu bohatera. Lucas odpowiedział „OK. To może Jones?”. Indiana był imieniem psa Lucasa rasy alaskan. Faktu tego użyto w scenariuszu Ostatniej Krucjaty jako gag.

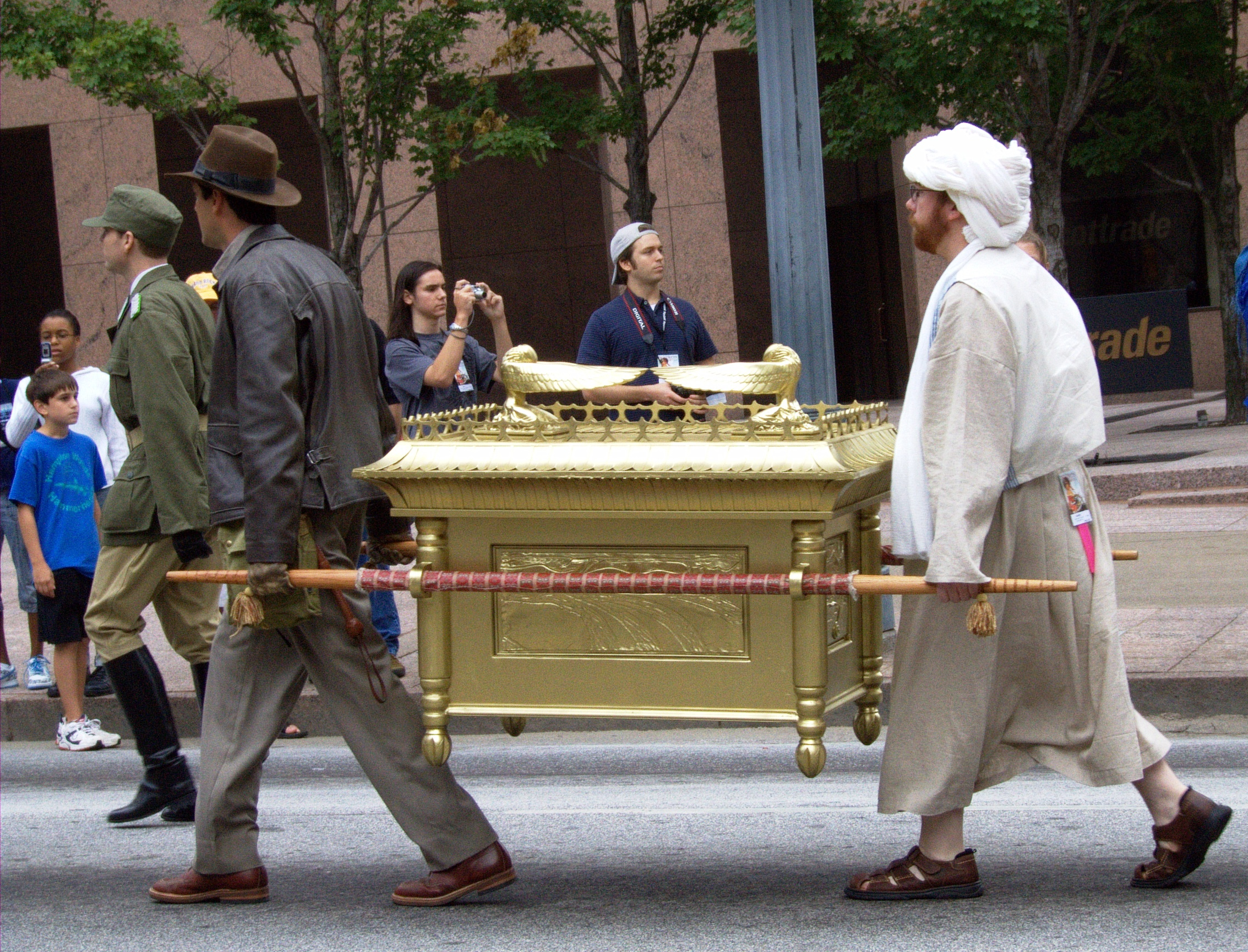
Indiana Jones (z lewej) niosący arkę podczas parady DragonCon 2006

W 1978 roku Lucas skupił się na dopracowaniu pomysłu na Poszukiwaczy oraz sequela Gwiezdnych wojen, Imperium kontratakuje, a podczas kręcenia tego projektu do ekipy dołączyli Lawrence Kasdan jako scenarzysta i Frank Marshall jako producent. Pomiędzy 23 a 27 stycznia 1978 roku, Lucas, Kasdan i Spielberg spędzali około 9 godzin dziennie, dyskutując i dopracowując historię oraz prezentując swoje pomysły na temat wizualnej części filmu. Spielberg wpadł na pomysł sceny z goniącą Indianę kulą. Inspiracją był komiks Carla Barksa pod tytułem The Seven Cities of Cibola. George Lucas wyjawił po latach, że komiksy z serii Uncle Scrooge były inspiracją dla wielu pomysłów występujących w filmie. Lucas był pomysłodawcą scen z okrętem podwodnym czy małpą wykonującą nazistowski gest Heil Hitler. Kasdan użył ponad 100-stronicowej transkrypcji tych rozmów przy pracy nad swoim pierwszym scenariuszem, który powstał w 6 miesięcy. Kilka pomysłów wykreślonych na tym etapie ze scenariusza, do których należą między innymi pościg kolejką w kopalni, skok z samolotu na pontonie czy użycie wielkiego gongu jako tarczy, zostało użyte w drugiej części filmu.
Spielberg i Lucas spierali się na temat głównego bohatera. Lucas widział go jako playboya w stylu Jamesa Bonda, natomiast Spielberg i Kasdan uważali, że cechy naukowca i poszukiwacza przygód są wystarczające. Spielberg miał nieco mroczniejszą wersję Jonesa; chciał, aby Jones miał problemy alkoholowe podobne do postaci Freda C. Dobbsa, granego przez Humphreya Bogarta w Skarbie Sierra Madre. Taka koncepcja została jednak pominięta w dalszych pracach nad scenariuszem. Spielberg początkowo chciał, by Toht miał sztuczne ramię, ale Lucas odrzucił ten pomysł, gdyż nie chciał, aby Indiana Jones miał coś wspólnego z science-fiction. Jim Steranko, rysownik komiksów został poproszony o przygotowanie ilustracji w procesie pre-produkcji filmu. Ilustracje te uznane zostały za bardzo udane, a Spielberg kierował się nimi zarówno jeśli chodzi o wizualny aspekt filmu, jak i samą postać Indiany Jonesa.
Początkowo, film został odrzucony przez każdą z dużych hollywoodzkich wytwórni, gdyż większość producentów uznało tę historię za zbyt drogą do nakręcenia. W końcu, na finansowanie zdecydowało się studio Paramount, pod warunkiem, że George Lucas zrealizuje tam pięć swoich kolejnych filmów. W kwietniu 1980 roku, piąta wersja scenariusza przygotowana przez Kasdana trafiła do produkcji w studiu Elstree. Z czterema przygotowanymi wcześniej ilustracjami, Poszukiwacze zaginionej arki był filmem o najlepszym scenorysie wśród dotychczasowych produkcji Spielberga. Ilustracje te pozwoliły na jak największe oszczędności, na które naciskał George Lucas. Efekty specjalne zostały uzyskane przy pomocy marionetek, miniaturowych modeli, animacji i pracy kamerą. Spielberg wyjawił, że „jedną scenę kręciliśmy średnio 4 razy, zamiast 30 czy 40. Było jak przy pracy z filmem niemym – kręcisz tylko to co potrzeba, nic więcej”. „Gdybyśmy mieli więcej pieniędzy i czasu, efektem byłby film czysto pretensjonalny”. George Lucas wyreżyserował kilka mniej ważnych scen filmu, które w dużej mierze nie trafiły do wersji kinowej.

### Zdjęcia
Kręcenie filmu rozpoczęło się 23 czerwca 1980 roku w La Rochelle we Francji od scen z wykorzystaniem nazistowskiego okrętu podwodnego, który wypożyczono od producentów niemieckiego Okrętu. Wykorzystany U-Boot był identyczny z tymi z II wojny światowej. Następnie ekipa przeniosła się do studia Elstree, aby nakręcić sceny z Komnatą dusz i świątynią w Ameryce Łacińskiej z początku filmu. Tutaj powstały także sceny rozgrywające się w barze Marion. Sceny z Komnatą dusz wymagały 7000 węży, ale jedynymi jadowitymi wężami na planie były kobry. Jeden z członków ekipy został jednak ugryziony na planie przez niejadowitego pytona. Aby nakręcić scenę, w której Indiana Jones staje oko w oko z kobrą, użyto szklanej szyby, którą umieszczono pomiędzy nim i wężem. Szybę można zauważyć, oglądając film, gdyż w pewnym momencie widać odbijające się od niej światło. W przeciwieństwie do postaci, którą grał, Harrison Ford w rzeczywistości nie bał się węży. Lęku takiego nie miał także Spielberg, ale „widok wszystkich tych węży wijących się dookoła sprawił, że chciało mu się wymiotować”. Sekwencja otwierająca film była nakręcona przy użyciu żywych tarantul. Alfred Molina miał kilka z nich na plecach, ale nie chciały się one ruszać. Dopiero widok samicy sprawił, że pająki zaczęły się poruszać.

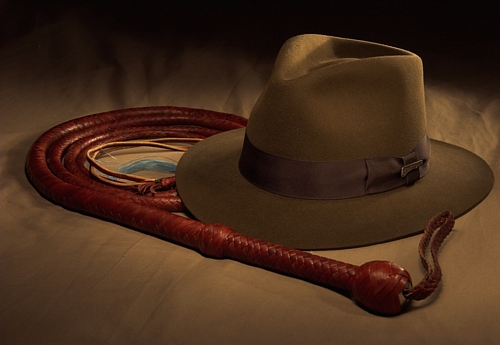
Bicz i kapelusz charakterystyczne dla głównego bohatera Poszukiwaczy zaginionej arki

Wszystkie sceny osadzone w Egipcie zostały nakręcone w Tunezji, a kanion gdzie Indiana grozi wysadzeniem Arki to w rzeczywistości kanion Sidi Bouhel, niedaleko Tauzaru. Miejsce to posłużyło także Lucasowi przy kręceniu scen osadzonych na Tatooine, fikcyjnej planecie z Gwiezdnych wojen. Wydarzenia z Tanis nakręcone zostały w okolicach Sedali. Praca nad tym fragmentem filmu dała się mocno we znaki ekipie filmowej. Z powodu upałów i choroby kilku członków ekipy nie mogło pracować, w tym Rhys-Davies grający Sallaha. Spielbergowi, pomimo tego, że sam nie zachorował, nie odpowiadały takie warunki i postanowił skrócić pracę nad filmem do 4,5 tygodnia. Wiele scen było improwizowanych, np. gdy Marion przymierza sukienkę i próbuje uciec z namiotu Belloqa, jak i cała scena walki w pobliżu samolotu. Podczas kręcenia tej sceny Ford naderwał więzadła krzyżowe lewej nogi, ale nie zdecydował się na skorzystanie z miejscowej pomocy medycznej; używał jedynie lodu. Sceny walki w mieście zostały nakręcone w Kairuanie. Harrison Ford miał wtedy biegunkę i nie chciał kręcić sceny walki z Arabem z maczetą. Po kilku nieudanych próbach miał powiedzieć do Spielberga „A może po prostu zastrzelę gnoja?”. Spielberg się zgodził, wykreślił ze scenariusza scenę walki i pozwolił na takie rozwiązanie. Pościg ciężarówkami został nakręcony w całości przez dodatkową ekipę, a sceny z widoczną twarzą Forda zostały dokręcone później.
Pozostałe sceny filmu kręcono m.in. w Ratuszu San Francisco, Uniwersytecie Pacyfiku w Stockton w Kalifornii, Royal Masonic School w Rickmansworth, San Rafael w Kalifornii i Kauaʻi na Hawajach.

### Efekty wizualne i dźwiękowe
Efekty specjalne do Poszukiwaczy zostały wykonane przez Industrial Light & Magic. Należą do nich: miniaturyzacja samolotu, jego start i lądowanie, nałożenie tego efektu na mapę podróży Indiany Jonesa; animacje przy scenach z Laską Ra w Tanis; miniaturyzacja samochodów i pasażerów oraz upadek nazistowskiego samochodu do wąwozu. Większość efektów specjalnych jest jednak wykorzystana w scenach, gdy naziści decydują się otworzyć Arkę Przymierza, co uwalnia gniew Boży. Sekwencja ta zawierała dużo animacji. Do zobrazowania twarzy przywołanego ducha użyto twarzy kobiety. Lalki na tyczkach poruszały się w wodzie, aby wywołać efekt unoszących się duchów. Scena, gdy głowa Tohta zostaje stopiona, została wykonana przy pomocy żelatyny i plastikowego modelu głowy Ronalda Laceya. Oba te materiały zostały wystawione na działanie podgrzewacza w kształcie lampy z umieszczoną poniżej kamerą. Efekt wybuchu czaszki Belloqa został wykonany z użyciem sprężonego powietrza. Wszystkie pojawiające się w scenie duchy zostały sfilmowane spod wody. Burza ogniowa, która ogarnia kanion na końcu sceny, została wykonana przy pomocy miniatury sfilmowanej do góry nogami.
Ben Burtt, kierownik ekipy zajmującej się dźwiękiem użył techniki foley, polegającej na dograniu większości efektów dźwiękowych w procesie postprodukcji filmu. To kolejny zabieg, który miał na celu przywołać ducha epoki seriali przygodowych z lat 30. Odgłosy wystrzałów uzyskano dzięki strzelbie 30-30 Winchester.

## Ścieżka dźwiękowa
Ścieżkę dźwiękową do Poszukiwaczy skomponował John Williams, a wykonała go Londyńska Orkiestra Symfoniczna, która wykonała także soundtrack do Gwiezdnych wojen. Najbardziej znanym utworem jest znany Marsz Poszukiwaczy. Utwór jest szeroko identyfikowany z postacią Indiany Jonesa i serią filmów. Został wykorzystany w każdym kolejnym filmie z serii. Początkowo, Williams skomponował dwa różne utwory, które kandydowały, aby być hymnami filmu, ale Spielbergowi podobały się tak bardzo, że nakłonił kompozytora, aby z dwóch utworów stworzył jeden. Ścieżka dźwiękowa do filmu była nominowana do Oscara, ale przegrała z soundtrackiem Rydwanów ognia skomponowanym przez Vangelisa.

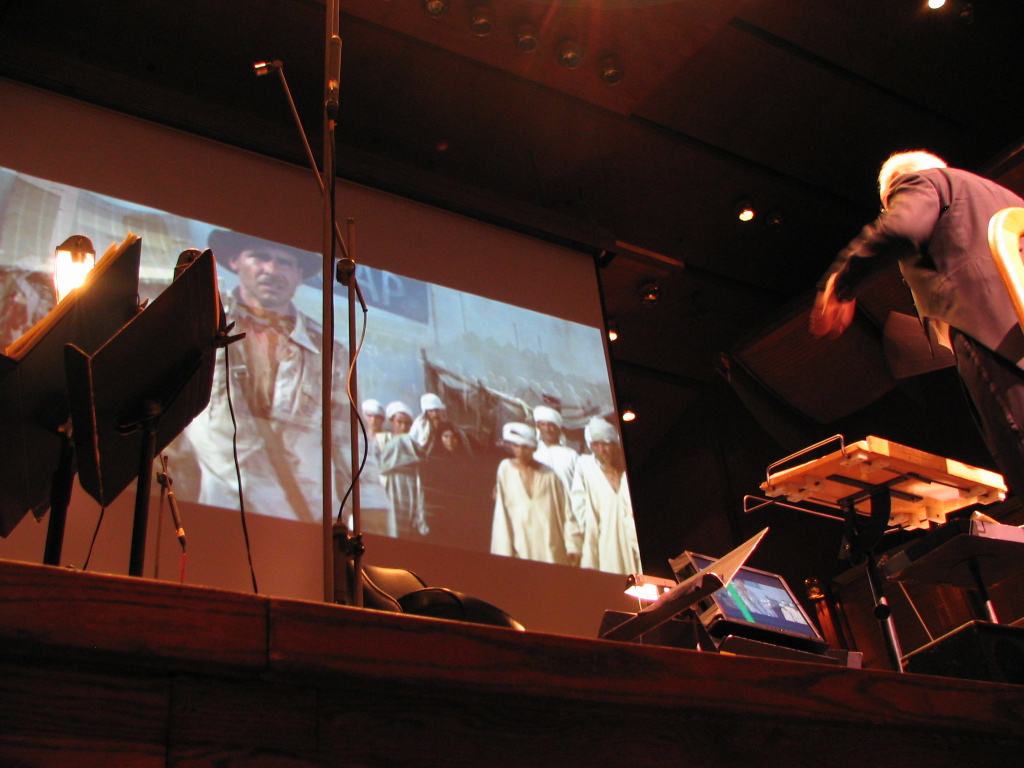
Nagrywanie podkładu muzycznego do filmu „Poszukiwacze zaginionej arki” – dyryguje autor muzyki John Williams, w tle kadr z filmu

Oryginalnie, soundtrack ukazał się w 1981 roku nakładem Columbia Records, zawierając 9 utworów:
1. „The Raiders March” (a.k.a. „Indiana Jones Theme”)
2. „Flight From Peru”
3. „The Basket Game”
4. „The Map Room: Dawn”
5. „The Well Of The Souls”
6. „Desert Chase”
7. „Marion's Theme”
8. „The Miracle Of The Ark”
9. „End Credits”

W listopadzie 1995 roku wypuszczona została wersja rozszerzona, zawierająca dodatkowe 8 utworów oraz kolejne trzy w wersji rozszerzonej. W edycji winylowej dodano kolejny utwór, The Well of the Souls. 21 stycznia 2003 roku Silvia wypuściła kolejną wersję soundtracku. Tym razem pod nazwą The Indiana Jones Trilogy, a na płycie znalazło się kilkanaście utworów ze wszystkich części Indiany Jonesa, w tym siedem z Poszukiwaczy. Warto zauważyć, że pomimo tego, że używano oryginalnego zapisu nutowego Williamsa, utwory te mają inne brzmienie, gdyż zostały nagrane ponownie przez Orkiestrę Symfoniczną Miasta Pragi. 11 listopada 2008 roku Concord Records wydało pięciopłytową edycję, zawierającą oryginalne soundtracki trzech pierwszych części filmu, rozszerzonych i zremasterowanych.
Podczas oglądania Poszukiwaczy można jednak usłyszeć motywy muzyczne, trwające łącznie około trzech minut, które nie znalazły się na żadnym z wydanych do tej pory soundtracków.

## Odbiór
Produkcja kosztująca 18 milionów dolarów przyniosła ostatecznie 384 miliony dolarów dochodu podczas wyświetlania w kinach i należy do najbardziej dochodowych filmów w historii kina. W Stanach Zjednoczonych znajduje się na 17. miejscu pod względem przychodów z uwzględnieniem inflacji. Film otrzymał nominacje do ośmiu Oscarów, w tym za najlepszy film, wygrywając cztery z nich (za najlepszy dźwięk, montaż, efekty specjalne oraz scenografię i dekoracje wnętrz). Otrzymał także dodatkową Nagrodę Specjalną za osiągnięcia w dziedzinie efektów dźwiękowych. Dostał także wiele innych nagród, m.in. Grammy za album z oryginalną muzyką napisaną dla filmu oraz People’s Choice Award za najlepszy film. Spielberg był także nominowany do Złotego Globu.
Film spotkał się także z bardzo dobrym przyjęciem wśród krytyków. W swojej recenzji dla „The New York Times”, Vincent Canby chwalił film, nazywając go „jednym z najlepszych amerykańskich filmów przygodowych”, a także „szaleńczo zabawnym, pomysłowym i stylowym”. Roger Ebert w swojej recenzji dla „Chicago Sun-Times” napisał: „Dwie rzeczy sprawiają, że Poszukiwacze zaginionej Arki są czymś więcej, niż tylko technologicznym triumfem. Chodzi mi o poczucie humoru i groteskowy styl głównych bohaterów […]. Śmiejemy się z zaskoczenia, z niedowierzania i z ulgi, podczas gdy film przedstawia nam wiele ze swoich niewyczerpanych pomysłów”. Później Ebert dodał go do swojej znanej listy „Great Movies”. „Rolling Stone” napisało, że ten „film stworzony na niedzielny poranek jest tak śmieszny i ekscytujący, że można się nim cieszyć każdego dnia tygodnia”. Bruce Williamson napisał recenzję dla Playboya, uznając, że „ten film w ciągu pierwszych dziesięciu minut przynosi więcej ekscytacji niż każdy inny film wydany tego roku”. Serwis Rotten Tomatoes przyznał produkcji wynik 95%.
Film spotkał się także z kilkoma krytycznymi uwagami. „Sight & Sound” opisało go jako „…drogi, ładnie opakowany sobotni kocioł”. Pauline Kael z New Hollywood, która znana była wówczas jako osoba mocno krytykująca hollywoodzkie blockbustery jako ohydne, stwierdziła, że Poszukiwacze to „mechaniczna przygoda” od dwójki twórców, którzy „myślą takimi samymi kategoriami jak dział od marketingu”. W ramach rewanżu Lucas nazwał potem jednego z „czarnych charakterów” swojego filmu Willow Kael. Dziś film jest jednak uznawany jednogłośnie za klasykę kina przygodowego.

### Następstwa
Sukces Poszukiwaczy zaginionej Arki zaowocował jednym prequelem – Świątynią zagłady wydaną w 1984 oraz dwoma sequelami – Ostatnią krucjatą i Królestwem Kryształowej Czaszki wydanymi kolejno w 1989 i 2008 roku. W latach 1992–1996 ABC pokazywało także serial telewizyjny, Kroniki młodego Indiany Jonesa. Wyprodukowano także wiele książek, komiksów i gier korzystających z postaci Indiany Jonesa.
W 1998 roku Amerykański Instytut Filmowy umieścił Poszukiwaczy na 60. miejscu wśród 100 najlepszych filmów stulecia. W 2007 roku, AFI wydało kolejną wersję listy, w której umieścił film na 66. miejscu. Ogłosili go także 10. najbardziej emocjonującym filmem, a Indianę Jonesa umieścili wśród największych bohaterów kina. W 1999 roku Biblioteka Kongresu USA określiła film jako „kulturalnie, historycznie bądź estetycznie znaczący” i jako taki, przeznaczony do przechowywania w Narodowym Rejestrze Filmowym. Postać Indiany Jonesa stała się ikoną popkultury i kina przygodowego, a Entertainment Weekly wybrał go jako jedną z trzech ulubionych postaci kina akcji.
W latach 1982–1989, trójka dzieci z Ocean Springs w stanie Missisipi, Chris Stompolos, Eric Zala i Jayson Lamb, nakręciła remake Poszukiwaczy, nazwany Poszukiwacze zaginionej Arki: Adaptacja. Do 2003 roku pozostawał nieznany poza rodziną, ale odkrył go Eli Roth. Film bardzo spodobał się Stevenowi Spielbergowi, który pogratulował chłopcom i powiedział, że czeka na ich debiut na dużym ekranie. Producent filmowy Scott Rudin i studio Paramount Pictures zakupili prawa do ekranizacji historii chłopców.

### Gry i gadżety
Jedyną grą komputerową bazującą wyłącznie na filmie jest gra pod tytułem Poszukiwacze zaginionej Arki, przygotowana na Atari 2600 w 1982 roku. Elementy fabuły Poszukiwaczy są także częścią gry Indiana Jones' Greatest Adventures (Największe przygody Indiany Jonesa), wypuszczonej przez JVC dla Nintendo. W 1981 roku firma Kenner wypuściła 30-centymetrową lalkę Indiany Jonesa, a w kolejnym roku także kolejnych dziewięć figurek przedstawiających postaci z filmu. Ukazała się także gra planszowa.

## Nagrody
- Pięć Oscarów za najlepsze:
  - Nagroda: Efekty specjalne ( R. Edlund, J. Johnston, Bruce Nicholson, Kid West)
  - Nagroda: Dźwięk (Bill Varney, Gregg Landaker, Roy Charman, Steve Maslov)
  - Nagroda: Montaż (Michael Kahn)
  - Nagroda: Scenografia (Leslie Dilley, Michael Ford, Norman Reynolds)
  - Nagroda Specjalna: Montaż dźwięku (Ben Burtt, Richard L. Anderson)
  - Nominacja: Film (Frank Marshall)
  - Nominacja: Reżyseria (Steven Spielberg)
  - Nominacja: Muzyka (John Williams)
  - Nominacja: Zdjęcia (Douglas Slocombe)
- Złote Globy
  - Nominacja: Reżyseria

- Nagrody BAFTA
  - Nagroda: Scenografia
  - Nagroda: Film
  - Nominacja: Muzyka
  - Nominacja: Zdjęcia
  - Nominacja: Aktor drugoplanowy (Denholm Elliott)
  - Nominacja: Dźwięk
  - Nominacja: Montaż
- nagrodę Hugo
  - Nagroda: Najlepsza prezentacja dramatyczna (1982)[50].

### Rankingi
- 60. miejsce w rankingu instytutu AFI na najlepsze filmy wszech czasów.
- 10. miejsce w rankingu instytutu AFI na najlepsze thrillery wszech czasów.
- 2. miejsce w rankingu AFI na najlepszych bohaterów wszech czasów (Harrison Ford)